# Магомаева, Айшет Ахмедовна
Айшет Ахмедовна Магомаева (сценический псевдоним Кинжалова; 19 ноября 1921, Майкоп — 23 августа 2003, Мурманск, Россия) — советская актриса

 театра. Сталинская стипендиатка (1941). Мать народного артиста СССР, певца Муслима Магомаева.

## Биография
Айшет Магомаева, по сцене Кинжалова, родилась в ауле Шенджий Адыгейской автономной области 19 ноября 1921 года. О её происхождении сам Муслим Магомаев писал, что её отец по национальности был турком, а мать — наполовину адыгейкой, наполовину русской.
Айшет училась в Нальчике, позже в Москве в адыгейской студии ГИТИСа. Некоторое время жила в Баку.
Основная часть её театральной карьеры прошла в Чимкентском русском драматическом театре. В нём она сыграла во множестве спектаклей, среди которых были такие как «Принцесса Турандот», «Кроткая», «Чёрные розы». По некоторым данным, была ведущей артисткой этого театра, а пьеса «Грушенька» с её участием ставилась несколько лет подряд и собирала аншлаги.
С 1971 года по 1978 год работала в Мурманском областном драматическом театре, где и закончила карьеру.
Похоронена на новом городском кладбище Мурманска.

## Семья
- Первый муж — Магомет Магомаев (погиб на фронте в 1945 году).
- Сын — певец, народный артист СССР Муслим Магомаев[6].
- Второй муж — Леонтий Кафка, актёр; дети от второго брака: Юрий и Татьяна[7].